# Route européenne 8
Pour les articles homonymes, voir E8 et Route 8.
Ne doit pas être confondu avec la route européenne 008, située au Tadjikistan.
La route européenne 8 est une route reliant Tromsø (Norvège) à Turku (Finlande),.

## Parcours
La route a une longueur de 1 410 km.
Elle passe successivement par :
| Commune      | Interconnexion |
| ------------ | -------------- |
| Tromsø       |                |
| Nordkjosbotn |                |
| Skibotn      |                |
| Kilpisjärvi  |                |
| Kaaresuvanto |                |
| Muonio       |                |
| Tornio       |                |
| Keminmaa     |                |
| Kemi         |                |
| Oulu         |                |
| Liminka      |                |
| Raahe        |                |
| Kalajoki     |                |
| Kokkola      |                |
| Vaasa        |                |
| Pori         |                |
| Rauma        |                |
| Turku        |                |